# Arctic Warfare Magnum
AWM (viết tắt của cụm từ Arctic Warfare Magnum) là một loại súng bắn tỉa được dùng trong quân sự. Cụm từ Arctic Warfare có nghĩa chiến tranh vùng cực bắc; và Magnum là tên loại đạn mà súng sử dụng. Nó do hãng Accuracy International (Anh Quốc) sản xuất và sử dụng loại đạn .338 Lapua Magnum.
Về cơ bản, các dòng Arctic Warfare được trang bị với một ống ngắm Schmidt & Bender PM II. Tuy nhiên, tuỳ theo nhu cầu khách hàng mà các loại ống ngắm khác cũng có thể được sử dụng. Như trong lực lượng quân sự Đức và Nga, ống ngắm thường được dùng là của hãng Carl Zeiss AG.

## Cấu tạo cơ bản
- Loại: Súng bắn tỉa.
- Trọng lượng: 6,8 kg (chưa tính trọng lượng đạn và kính ngắm quang học)
- Đường kính nòng (tính theo khương tuyến âm): 7,62 mm
- Chiều dài toàn bộ: 1200mm (đối với loại sử dụng đạn.300" Winchester Magnum), 1230mm (đối với loại sử dụng đạn.338" Lapua Magnum)
- Chiều dài nòng súng: 686mm (đối với loại sử dụng đạn.338 Lapua và 660mm đối với loại sử dụng các đạn loại khác).
- Hộp chứa đạn: Tối đa 10 viên 7 mm loại Remington Magnum,.300 Winchester Magnum và.338 Lapua Magnum.
- Ống ngắm Schmidt & Bender PM II 10x42 với độ phóng đại 10x ở cự ly 1.500m với tiêu cự cố định. Có thể thay thế bằng loại ống ngắm S & B PM II với tiêu cự thay đổi trong từ 3 - 12x50 đến 4-16x50 và 5-25x56 tùy theo tình huống sử dụng ở những cự ly bắn khác nhau, hoặc khi xạ thủ cần có tầm quan sát rộng.
- Chân chống: Hai chân chống dưới ốp che tay có thể giương ra đỡ thân súng, giúp ổn định súng, tầm bắn, hướng bắn. Khi thu súng để vận động, có thể gấp lại dọc theo thân súng.

## Tính năng
- Cơ chế bắn: bắn từng viên một
- Sơ tốc đầu đạn khi ra khỏi nòng súng: 500;m/s.
- Khả năng bắn: xa 990m (7,62mm Remington), 1.100m (.300 Winchester), 1.400m (.338 Lapua)
- Khả năng sát thương cực lớn,tầm bắn xa, độ chính xác cao.
- Độ giật và chớp lửa đầu nòng khi bắn đã được giảm thiểu nhờ bộ loa che lửa có ống thoát khí.
- Độ chính xác cao do liều thuốc phóng lớn, đầu đạn nặng; khi bắn, đầu đạn có sơ tốc cao, động năng lớn, ít chịu ảnh hưởng của gió.
- Bộ phận ngắm có khả năng thay đổi tiêu cự kính. Tầm quan sát: 20m đến 1.700m

## Các biến thể
Ngoài AWM, nó còn có các biến thể khác như:

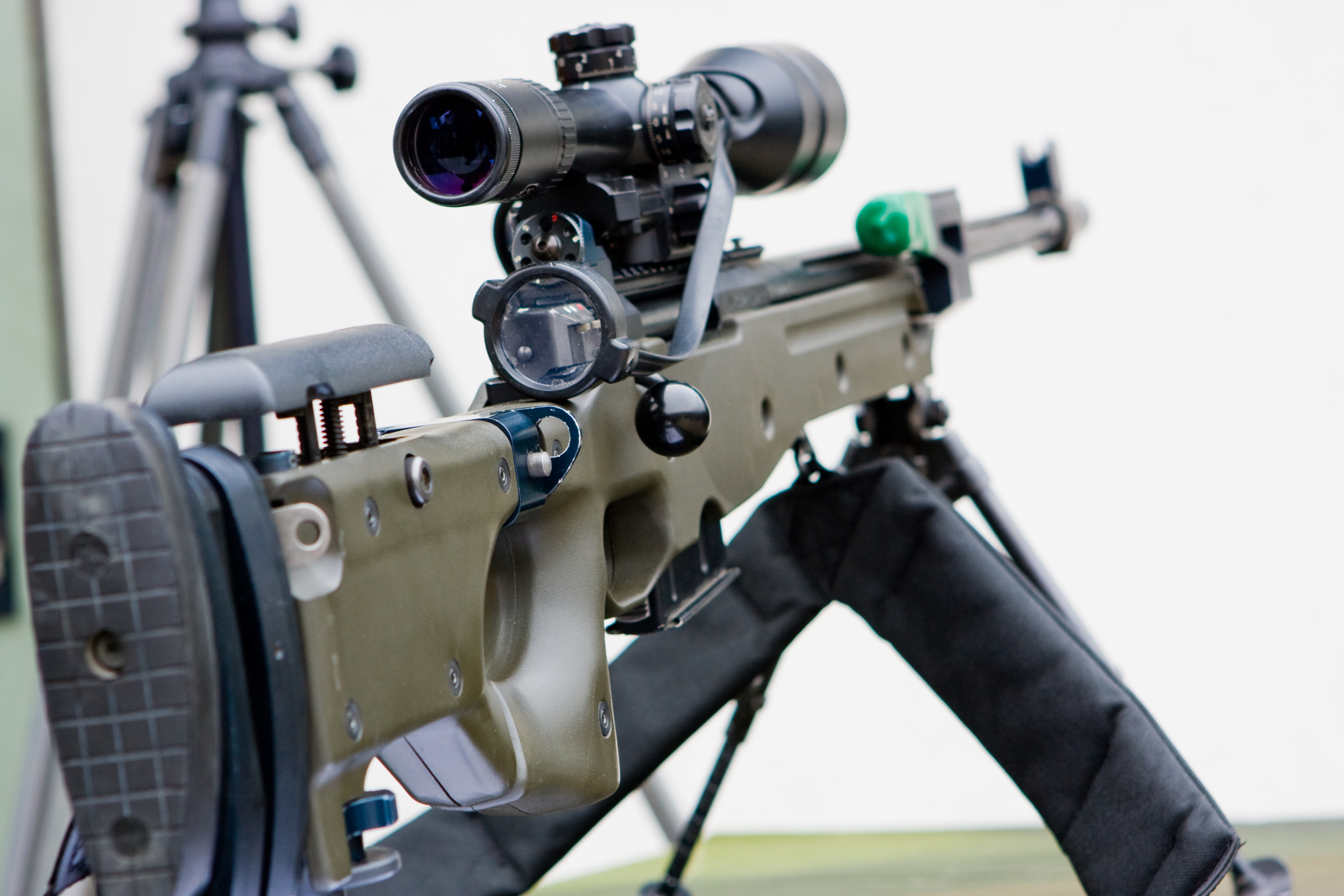
L96A1

- L96A1: là biến thể đầu tiên của dòng AW khi được chấp nhận đưa vào phục vụ trong quân đội Anh.
- AWP (Arctic Warfare Police): Phiên bản dành cho cảnh sát.
- AWF (Arctic Warfare Folding): Là phiên bản của AWM với báng gấp ngang.
- AWS (Arctic Warfare Suppressed): Biến thể dành cho các nhiệm vụ đặc biệt, có một nòng giảm thanh gắn chết ở đầu nòng.
- PSG-90: là phiên bản AW do Thụy Điển sản xuất cho quân đội của nước này.
- AW50 (Arctic Warfare.50): Biến thể súng bắn tỉa công phá sử dụng loại đạn .50 BMG.
- AE (Accuracy Enforcement): được giới thiệu vào năm 2001 như một phiên bản rẻ, đơn giản và ít mạnh mẽ hơn so với nguyên mẫu ban đầu. Súng có thiết kế hơi khác, góc cạnh cũng như nhẹ hơn người tiền nhiệm.
- AX338: là dòng súng bắn tỉa thiết kế dựa trên khẩu AWM cho loại đạn Magnum dài, năng lượng lớn được giới thiệu tại hội chợ Shot Show vào tháng 1/2010.